# Ђермо
Ђермо (мкд. Ѓермо) је насеље у Северној Македонији, у северозападном делу државе. Ђермо припада општини Тетово.

## Географија
Насеље Ђермо је смештено у северозападном делу Северне Македоније. Од најближег већег града, Тетова, насеље је удаљено 11 km северно.
Ђермо се налази у доњем делу историјске области Полог. Насеље је положено високо, на источним висовима Шар-планине изнад Полошког поља. Надморска висина насеља је приближно 1.060 метара.
Клима у насељу је планинска због знатне надморске висине.

## Становништво
Ђермо је према последњем попису из 2002. године имало 962 становника.
Претежно становништво у насељу били су Албанци (99%).
Већинска вероисповест је ислам.